# Stéphane Marthely
Stéphane Marthely (né le 9 septembre 1979 à Vannes) est un athlète français, spécialiste du lancer du disque.

## Biographie
Le 25 juin 2016, il devient vice-champion de France avec un jet à 56,13 m.

### Palmarès

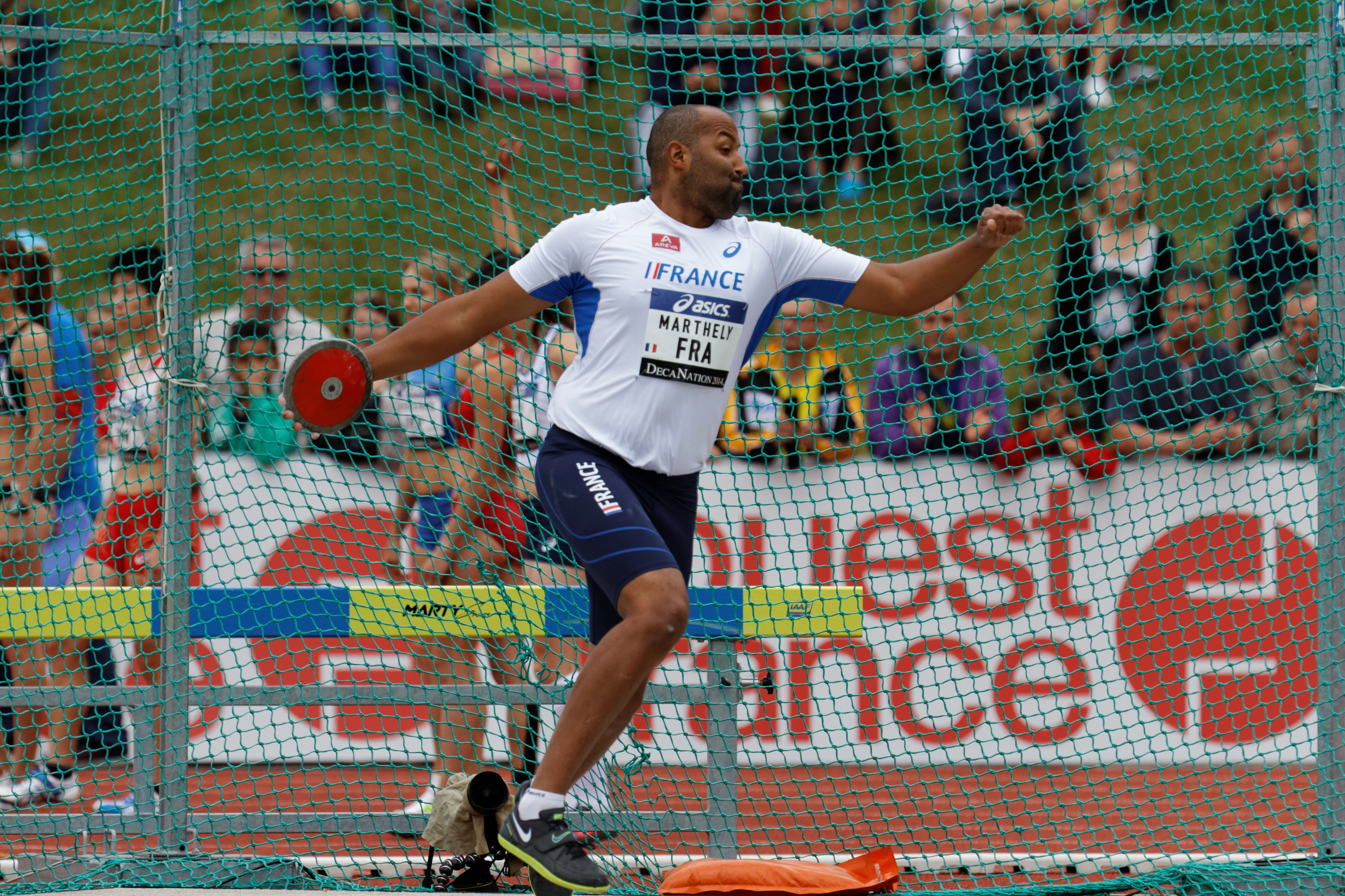
Stéphane Marthely au DécaNation 2014.

| Date | Compétition            | Lieu    | Résultat | Marque  |
| ---- | ---------------------- | ------- | -------- | ------- |
| 2010 | Championnats de France | Valence | 3e       | 57,73 m |
| 2011 | Championnats de France | Albi    | 2e       | 58,01 m |
| 2012 | Championnats de France | Angers  | 6e       | 52,96 m |
| 2013 | Championnats de France | Paris   | 2e       | 58,11 m |
| 2014 | Championnats de France | Reims   | 2e       | 55,67 m |
| 2016 | Championnats de France | Angers  | 2e       | 56,13 m |

### Records
| Épreuve          | Performance | Lieu   | Date         |
| ---------------- | ----------- | ------ | ------------ |
| Lancer du disque | 60,84 m     | Vannes | 29 juin 2013 |